# レネ・カービー
レネ・カービー（Rene Kirby、1955年2月27日 - 2025年7月11日）はアメリカ合衆国の映画俳優である。 ファレリー兄弟制作の映画「愛しのローズマリー」に出演したことで知られる。この映画でカービーは、自身同様に二分脊椎症で生まれたウォルトの役を演じた。
バーモント州出身。2025年7月11日、感染症などで入院していたバーモント州バーリントンのバーモント大学医療センターで死去。晩年は喉癌を罹患し、喉頭切除手術を受けた。